# Iris glaucescens
Iris glaucescens là một loài thực vật có hoa trong họ Diên vĩ. Loài này được Bunge miêu tả khoa học đầu tiên năm 1829.